# Forn de rajola del Xacó
El forn de rajola del Xacó és una obra de Vilaplana (Baix Camp) protegida com a bé cultural d'interès local.

## Descripció
L'estructura del forn de rajola es divideix en tres parts:
La primera és el forn pròpiament dit, de perímetre quadrat amb una alçada aprimada de 3 m. El sostre, que ha desaparegut, tenia una obertura inferior per on s'introduïa el combustible vegetal i una altra de superior per on ficaven els totxos perquè es coguessin.
La segona part, ara desapareguda, era una caseta quadrada de la qual sols en resten les quatre parets i que devia servir com a magatzem i com aixopluc del forner. És adjacent al forn, s'hi accedeix per una petita porta a la part perpendicular al camí i té la mateixa amplada que el forn.
El tercer cos de l'edifici està formada per una petita era que servia amb tota seguretat per acumular-hi la llenya que s'utilitzava com a combustible. D'aquesta era en surten unes escales que permeten accedir a la part posterior del forn.

## Història
Tot i que no se sap amb certesa, és molt possible que els seus orígens es remuntin als segles XVIII. Segons la veu popular s'hi van fer els maons amb els quals es va construir el campanar de Vilaplana, fet d'obra vista i acabat l'any 1744.